# نوستك أخضر
نوستك أخضر (الاسم العلمي:Nostoc viride) هو نوع من البكتيريا يتبع جنس النوستك من الفصيلة النوستكية.